# Курти (Италия)
Курти (итал. Curti) — коммуна в Италии, располагается в регионе Кампания, в провинции Казерта.
Население составляет 6998 человек (на 2004 г.), плотность населения составляет 6998 чел./км². Занимает площадь 1,73 км². Почтовый индекс — 81040. Телефонный код — 0823.